# Кызырбак
Кызырбак (баш. Ҡыҙырбак) — деревня в Салаватском районе Республики Башкортостан Российской Федерации. Входит в состав Салаватского сельсовета. 

## География

### Географическое положение
Находится на правом берегу реки Юрюзани.
Расстояние до:
- районного центра (Малояз): 6 км,
- центра сельсовета (Малояз): 6 км,
- ближайшей ж/д станции (Кропачёво): 35 км.

## Население
| 2002 | 2009 | 2010 |
| ---- | ---- | ---- |
| 15   | ↗17  | ↘11  |

Национальный состав
Согласно переписи 2002 года, преобладающие национальности — башкиры (60 %), русские (27 %).